# Vriesea altomacaensis
Vriesea altomacaensis är en gräsväxtart som beskrevs av A.Costa. Vriesea altomacaensis ingår i släktet Vriesea och familjen Bromeliaceae. Inga underarter finns listade i Catalogue of Life.